# Prudok (stacja kolejowa)
Prudok (biał. Прудок, ros. Прудок) – towarowa stacja kolejowa w miejscowości Homel, w obwodzie homelskim, na Białorusi.